# Agapetus truncatus
Agapetus truncatus là một loài Trichoptera trong họ Glossosomatidae. Chúng phân bố ở miền Cổ bắc.